# 청자 상감국화모란당초문 모자합
청자 상감국화모란당초문 모자합(靑磁 象嵌菊花牡丹唐草文 母子盒)은 대한민국 서울특별시에 있는 국화와 모란, 덩굴 무늬를 상감기법으로 새겨 넣은, 고려청자 모자합(母子盒)이다. 뚜껑이 있고 둥글넓적한, 음식을 담는 그릇이 합인데, 합 속에 또 합이 있는 것을 모자합이라고 한다.  1963년 1월 21일 대한민국의 보물 제349호로 지정되었다.
팔릉형의 자합 하나를 중심으로 삼산형의 자합 4개를 배치하였다. 모합의 뚜껑 중앙을 중심으로 국화 당초문(덩굴무늬)과 모란 당초문을 촘촘히 흑백 상감으로 새겼고, 몸체 측면에도 덩굴무늬 띠를 둘러서 마무리하였다. 자합의 뚜껑에는 각기 모란 한 송이씩 흑백 상감하고, 그 테두리를 흑백 병행선으로 장식하였다. 유약은 담녹색을 띠는 투명유이며, 유빙렬이 부분적으로 나타나 있다. 화장품 용기로 사용되었다고 보이는 이 모자합은 부안 유천리 가마터에서 유사한 청자편이 출토되어 그 제작지를 짐작케 하며, 13세기 전반 무렵 제작되었던 것으로 보인다.

## 개요
청자상감이란 흙으로 그릇을 빚어 반쯤 말린 뒤, 그릇 표면에 무늬나 그림을 새기고 그 자리를 백토나 자토로 메운 뒤, 유약을 발라 구워서 투명한 청자 유약을 통해 흰색 또는 검은색 무늬가 보이도록 한 것으로 12세기 전반에 발생하여 12세기 중엽에 전성기를 이루었다.
청자 상감국화모란당초문 모자합(靑磁 象嵌菊花牡丹唐草文 母子盒)은 화장품을 넣어 두었던 것으로 추정되는 그릇으로 바깥쪽의 큰 그릇인 모합(母盒)과 그 안에 들어가는 작은 그릇인 자합(子盒) 5개로 이루어져 있다.
자합은 가운데에 놓이는 둥근 8각형 모양의 그릇(높이 3.1㎝, 지름 7.9㎝) 하나와 그 둘레에 놓이는 山모양을 한 4개의 그릇(높이 3㎝, 길이 7.8㎝)으로 구성되어 있다.자합 뚜껑에는 흑백상감을 한 모란을, 뚜껑 바깥 둘레에는 백상감을 한 번개무늬를 장식하였다.
모합은 높이 8.4㎝, 지름 19.1㎝로 뚜껑 둘레는 모란과 국화무늬를 장식하였고, 뚜껑 가운데 부분은 국화무늬를 흑백상감 처리하였다. 모합 몸체는 덩굴무늬를 둘러서 마무리하였다.
이러한 모자합(母子盒)은 전라북도 부안군 보안면 유천리 청자가마터에서 나오는 파편에서 비슷한 작품을 볼 수 있다.

## 주해
1. ↑  유빙렬(釉氷裂)은 도자기를 가마에서 꺼낸 뒤에 유약이 식으면서 간 금을 이르는 말이다.

## 참고 문헌
- 청자 상감국화모란당초문 모자합 - 국가유산청 국가유산포털
- 본 문서에는 서울특별시에서 지식공유 프로젝트를 통해 퍼블릭 도메인으로 공개한 저작물을 기초로 작성된 내용이 포함되어 있습니다.